# 山背村 (湖州市)
山背村是浙江省湖州市吳興區埭溪鎮下辖的一个行政村，地處湖州西南山區，距埭溪鎮區約5公裏，坐落在老虎潭水庫下遊，埭芳公路穿村而過，四周群山圍繞。全村區域面積7.8平方公裏，有7個自然村，391戶，1262人，一產、二產比較發達，其中竹筍種植更是山背的傳統和優勢。

## 外部連結
- 吳興區埭溪鎮山背橋村[永久]